# St. Bartholomäus (Geigant)

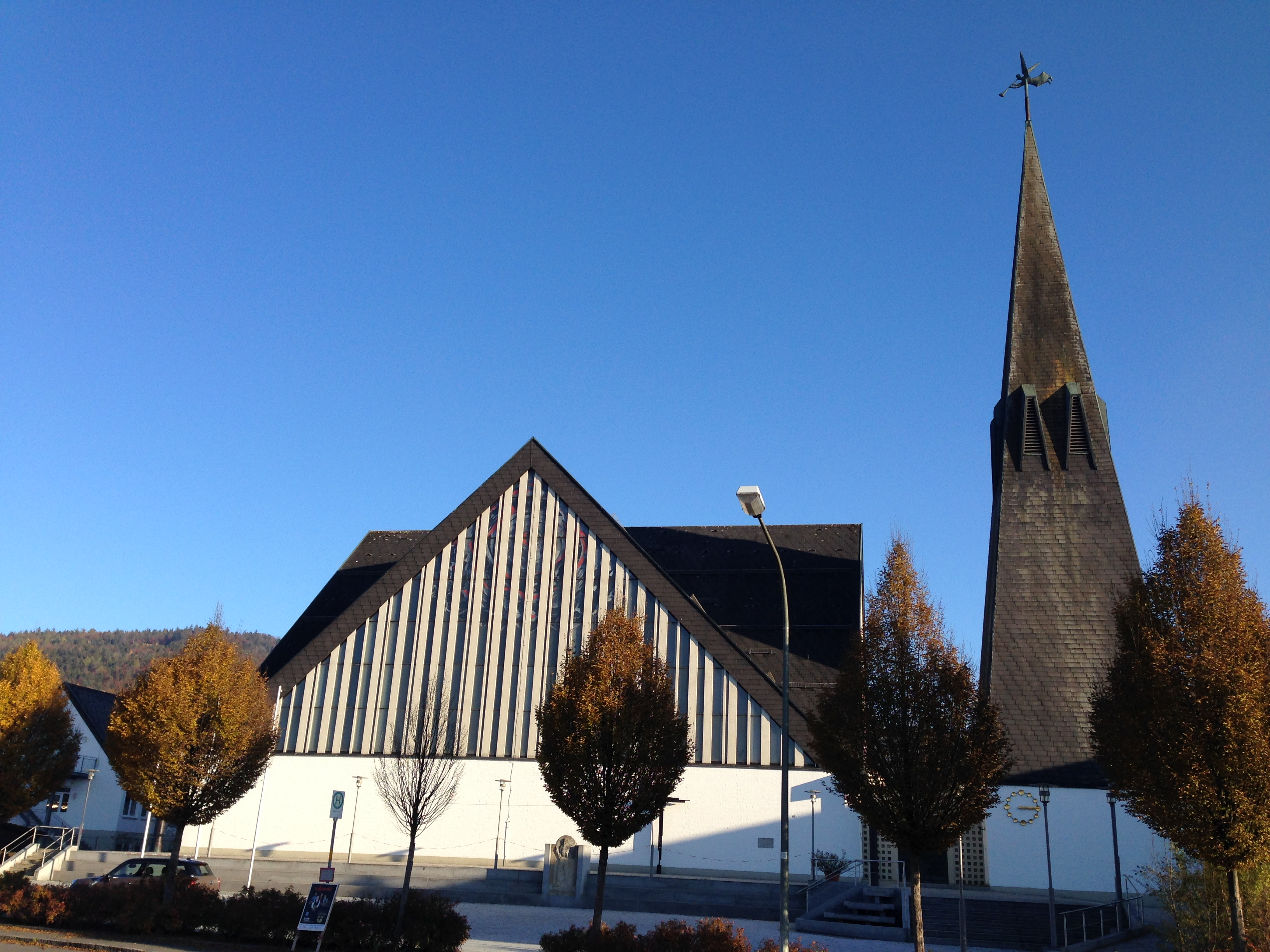
St. Bartholomäus Geigant, Außenansicht von der Hauptstraße her

St. Bartholomäus Geigant ist die Pfarrkirche der gleichnamigen katholischen Kirchengemeinde in Geigant. Das moderne Kirchengebäude an der Hauptstraße 23 markiert die bauliche Mitte des Dorfes und prägt das Ortsbild maßgeblich.

## Geschichte
Der Vorgängerbau der Kirche befand sich an anderer Stelle, etwa im Bereich des heutigen Pausenhofes der Grundschule Geigant, und war als Schlosskapelle ursprünglich ein Teil der abgegangenen Schlossanlage. Diese Schlosskapelle und spätere Pfarrkirche wurde im Laufe der Jahrhunderte mehrmals baulich verändert. Ende des 19. Jahrhunderts wurde ein neuer Turm errichtet. Nach Errichtung der neuen Pfarrkirche an der Hauptstraße 23 wurde die alte Pfarrkirche 1970 vollständig abgebrochen. Zu den wenigen erhaltenen Ausstattungsstücken der alten Kirche gehört ein im Jahr 1886 geschaffener Kreuzweg im Nazarenerstil.
Erstes Zeugnis einer Pfarrstelle ist die urkundliche Erwähnung von Friedrich der Pschorner, an der Zeit Pfarrer zu Geigant am 5. Juli 1409 als Zeuge einer Kaufurkunde Hillprant des Geyganters. Es bestanden enge Verbindungen der Geiganter Gutsherrschaft zum benachbarten Kloster Schönthal (Oberpfalz). Im 16. Jahrhundert wurde Geigant teilweise als eigene Pfarrei, teilweise als Filiale von Grafenkirchen bezeichnet. Im Jahr 1682 beginnen die Einträge für Geigant in der Pfarrmatrikel von Gleißenberg. Ab 1737 wurden die Einträge für Geigant separat geführt, Taufen wurden nicht mehr in Gleißenberg, sondern in Geigant durchgeführt. Bis zum 1. April 1948 blieb Geigant eine Expositur von Gleißenberg, danach wurde es zu einer selbständigen Pfarrkuratie. Anfang der 2000er Jahre erfolgte die Erhebung zur Pfarrgemeinde.
Die Initiative zum Neubau von Kirche und Pfarrzentrum ging von Pfarrer Josef Fenzl aus. Die Kirchenstiftung Geigant erwarb ein etwa 6000 m² großes Grundstück im Ortskern und errichtete mit Förderung der Bischöflichen Finanzkammer Regensburg das neue Kirchengebäude. Baubeginn war der 20. Juli 1966, die Grundsteinlegung erfolgte am 20. November 1966. Das Richtfest wurde am 5. Mai 1967 gefeiert. Die Benediktion erfolgte am 23. Dezember 1968, die Konsekration am 31. Mai 1970. Architekt war Josef A. Frank, für die künstlerische Ausstattung zeichnete vorrangig Albert Burkart verantwortlich.

## Architektur

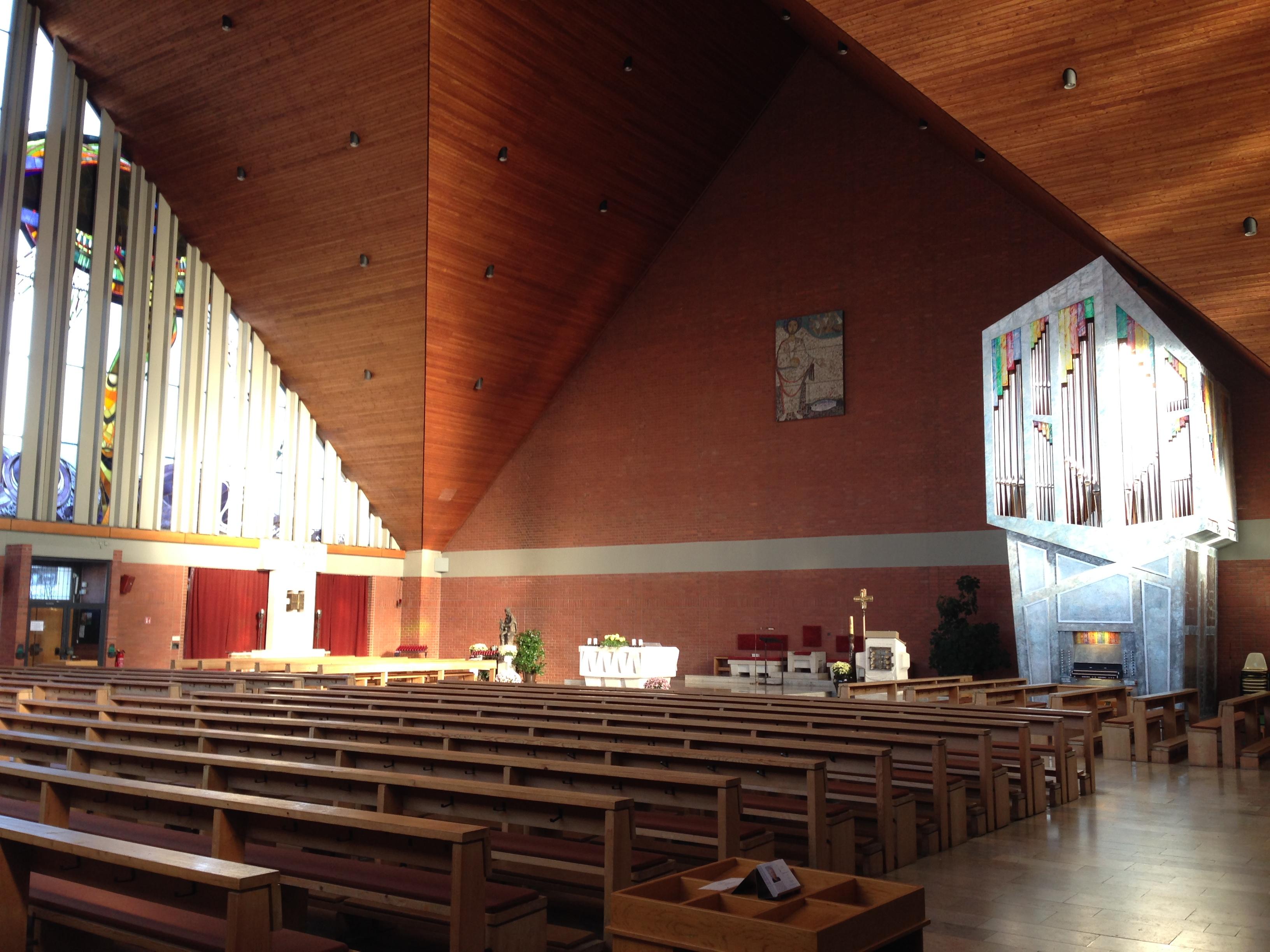
Innenraum St. Bartholomäus Geigant, mit Nordgiebel (links), Altarinsel und Vleugels-Orgel (rechts)

Die Zeltdachkirche mit freistehendem Turm, Werktagskapelle und Pfarrzentrum ist im charakteristischen Stil der Nachkriegsmoderne errichtet. Der schlanke Turm und der viergiebelige Zentralbau der Kirche fungieren als bauliche Höhendominante des Ortes. Die gesamte Anlage ist von der Straße zurückgesetzt und über das Höhenniveau der Umgebung erhaben. Im Erdgeschoss des Turms befindet sich eine Taufkapelle. Der zentrale Kirchenraum ist annähernd quadratisch, die vier großen Giebel verleihen dem Gebäude mehrere Schauseiten. Der flache Baukörper der Werktagskapelle bildet den Übergang zum Pfarrzentrum mit Sakristei, Pfarrbüro, Bibliothek, Gemeindesaal, Gruppenräumen sowie Pfarrwohnung. Die Außengestaltung erfolgte durch die ortsüblichen Materialien Beton, gestrichenes Ziegelsteinmauerwerk, Stahl und schwarzer Eternitschiefer.

## Ausstattung

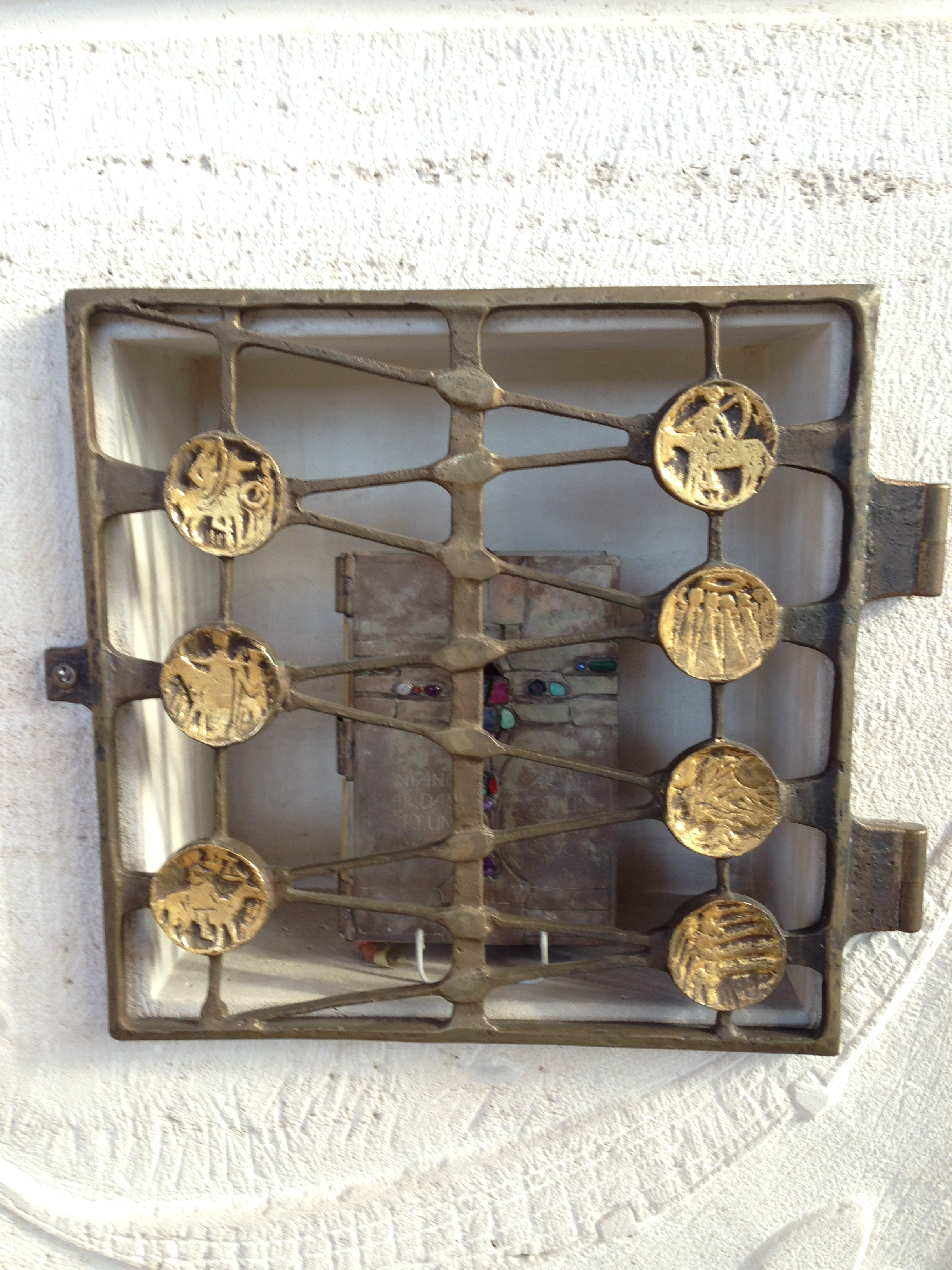
Ambo mit Darstellung der sieben Siegel

Leitmotiv der künstlerischen Ausstattung ist das Thema Endzeit und Apokalypse. Als Wetterfahne auf dem Kirchturm fungiert ein Posaune blasender Gerichtsengel. Der als Wortgottesschrein ausgebildete Ambo besitzt ein Bronzegitter mit einer Darstellung der sieben apokalyptischen Siegel, darunter die vier apokalyptischen Reiter.
Die drei großen Giebelfelder aus Glas werden durch unregelmäßig gesetzte Betonpfeiler gegliedert. Das Thema des Nordgiebels ist das in der Apokalypse erwartete Unheil, dargestellt als Atompilz mit sich ausbreitenden Druckwellen. Auf dem Westgiebel ist eine farbige, feurige Spirale dargestellt, die als das hereinbrechende himmlische Jerusalem gedeutet werden kann. Im Südgiebel ist ein Leben spendender, früchtebehangener Paradiesbaum dargestellt. Auf der fensterlosen Ostwand hinter dem Altarbereich dagegen befindet sich ein Glas- und Steinmosaik mit einer Darstellung des auferstandenen Christus am See von Tiberias.
Der schmale umlaufende Glasfries der Werktagskapelle stellt die Artikel des Glaubensbekenntnisses dar.

## Orgel

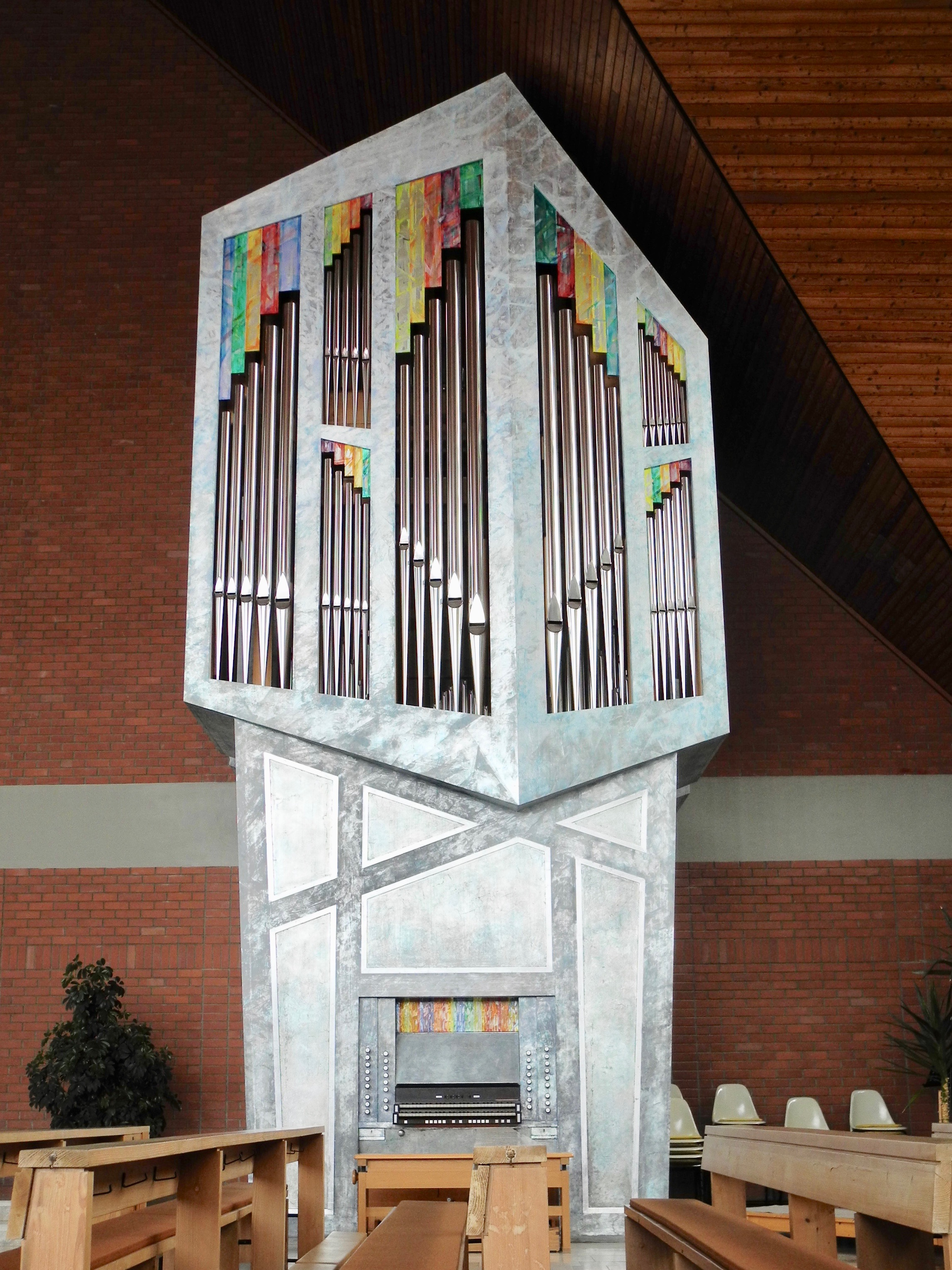
Vleugels-Orgel der Pfarrkirche St. Bartholomäus Geigant

Die Orgel wurde 2002 als Opus 360 der Orgelmanufactur Vleugels erbaut. Das Instrument verfügt über 27 Register auf zwei Manualen und Pedal bei mechanischer Spiel- und Registertraktur. Es ist ebenerdig an der Ostwand positioniert. Das Orgelgehäuse ist farblich gefasst, über dem Notenpult ist der Choral „Wer nur den lieben Gott läßt walten“ farbcodiert dargestellt. Der Orgelprospekt ist dreiseitig ausgeführt, mit Zinnpfeifen in der Front und Holzpfeifen in den Seiten.
| I Hauptwerk C–a3 |                     |       |
| 1.               | Bourdon             | 16′   |
| 2.               | Principal           | 8′    |
| 3.               | Viola da Gamba      | 8′    |
| 4.               | Gedackt             | 8′    |
| 5.               | Octave              | 4′    |
| 6.               | Blockflöte          | 4′    |
| 7.               | Quinte              | 2 ⁄3′ |
| 8.               | Superoctave         | 2′    |
|                  | Larigot (aus Nr. 9) | 1 ⁄3′ |
| 9.               | Mixtur IV           | 1 ⁄3′ |
| 10.              | Trompete            | 8′    |

| II Schwellwerk C–a3 |                       |        |
| 11.                 | Flöte                 | 8′     |
| 12.                 | Salicional            | 8′     |
| 13.                 | Vox coelestis         | 8′     |
| 14.                 | Fugara                | 4′     |
| 15.                 | Traversflöte          | 4′     |
| 16.                 | Nasard                | 2 ⁄3′  |
| 17.                 | Flageolet             | 2′     |
|                     | Violine (aus Nr. 19)  | 2′     |
| 18.                 | Terz                  | 1 3⁄5′ |
| 19.                 | Harmonia aetherea III | 2′     |
| 20.                 | Oboe                  | 8′     |
| 21.                 | Trompette harm.       | 8′     |
|                     | Tremulant             |        |

| Pedal C–f1 |               |     |
| 22.        | Principalbass | 16′ |
| 23.        | Subbass       | 16′ |
| 24.        | Octavbass     | 8′  |
| 25.        | Flötbass      | 8′  |
| 26.        | Choralbass    | 4′  |
| 27.        | Posaune       | 16′ |

- Koppeln: II/I, I/P, II/P
- Spielhilfen: elektronische, 4000-fache Setzeranlage mit mehreren Sequenzern, Schweller auch als Zug eingerichtet, Zungen ab, Tutti
- Stimmung: Neidhardt „für eine große Stadt“, Höhe a1= 440 Hz bei 15 °C
- Nebenregister: Tacet 32′, Nachtigall